# アヴィヴ・レゲフ
アヴィヴ・レゲフ（אביב רגב, Aviv Regev, 1971年11月7日 - ）は、アメリカ合衆国の計算生物学者、バイオインフォマティクス研究者。ジェネンテック副社長。主な業績はシングルセル発現解析技術の発明。

## 来歴
イスラエル出身。2002年テルアビブ大学大学院からPh.D.取得。2006年MIT助教授、2015年教授に就任。2020年からジェネンテックに所属。

## 受賞歴
- 2020年 - 慶應医学賞
- 2021年 - エルンスト・シエーリング賞
- 2022年 - HFSP中曽根賞
- 2023年 - ロレアル-ユネスコ女性科学賞
- 2025年 - ウィリアム・コーリー賞

## 参照
- Aviv Regev - MIT Department of Biology
- Roche | Dr. Aviv Regev